# Jeffry Wyatville
Jeffry Wyatville, né le 3 août 1766 à Burton upon Trent et mort le 18 février 1840 à Londres, est un architecte et paysagiste britannique. Né Jeffry Wyatt au sein d'une famille d'architectes, il est autorisé en 1824 par le roi George IV à changer son nom de famille en Wyatville (souvent mal orthographié Wyattville). On lui doit notamment la transformation du château de Windsor en palais royal.

## Biographie
Jeffry est né le 3 août 1766 à Burton upon Trent. Il est le premier enfant survivant de Joseph (1739-1785) et Myrtilla Wyatt, décédée peu après la naissance de Jeffry. Il fait ses études à la grammar school de Burton upon Trent.
Peu après la mort de son père, Wyatville commence sa formation d'architecte dans le cabinet de son oncle Samuel Wyatt. Il y reste jusqu'en 1792, date à laquelle il quitte les Midlands pour rejoindre le bureau de son oncle à Queen Anne Street, à Londres. Après la mort de son oncle James en 1813, Jeffry Wyatville achève le château de style gothique d'Ashridge House dans le Hertfordshire. Wyatville envoie des dessins à la Royal Academy chaque année de 1786 à 1822 et moins fréquemment par la suite. Wyatville est élu associé de la Royal Academy le 4 novembre 1822, puis le 10 février 1824, il est élu académicien de la Royal Academy.
En 1824, Wyatville obtient sa plus grande commande : le remodelage du château de Windsor. Le Parlement alloue 300 000 £ à cet effet. Le coût final s'élève à plus de 1 000 000 £ (dont un quart pour l'ameublement). Un concours a été organisé entre quatre architectes invités: Wyatville, Robert Smirke, John Nash et John Soane. Les architectes (à l'exception de Soane qui s'est retiré du concours) soumettent leurs projets en juin. Wyatville est annoncé comme le gagnant. La première pierre est posée le 12 août 1824 par le roi George IV à l'endroit qui deviendra la porte George IV. Wyatville s'installe dans la tour Winchester du château en 1824 et l'utilise pour le reste de sa vie. Par la suite, le pavillon supérieur du château est reconstruit. C'est à Windsor qu'il conçoit le manoir de Golden Grove à Llandeilo dans le Carmarthenshire pour le 1er comte de Cawdor.
Il est fait chevalier par le roi George IV en 1828. Il est enterré dans la chapelle Saint-Georges du château de Windsor le 25 février 1840, après sa mort le 18 février. Sa pierre commémorative se trouve dans le coin nord-est, derrière le maître-autel.
En 2007, une nouvelle rue résidentielle de Buxton, dans le Derbyshire, a été baptisée Wyatville Avenue pour commémorer l'influence de Jeffry Wyatville sur la ville.

## Galerie

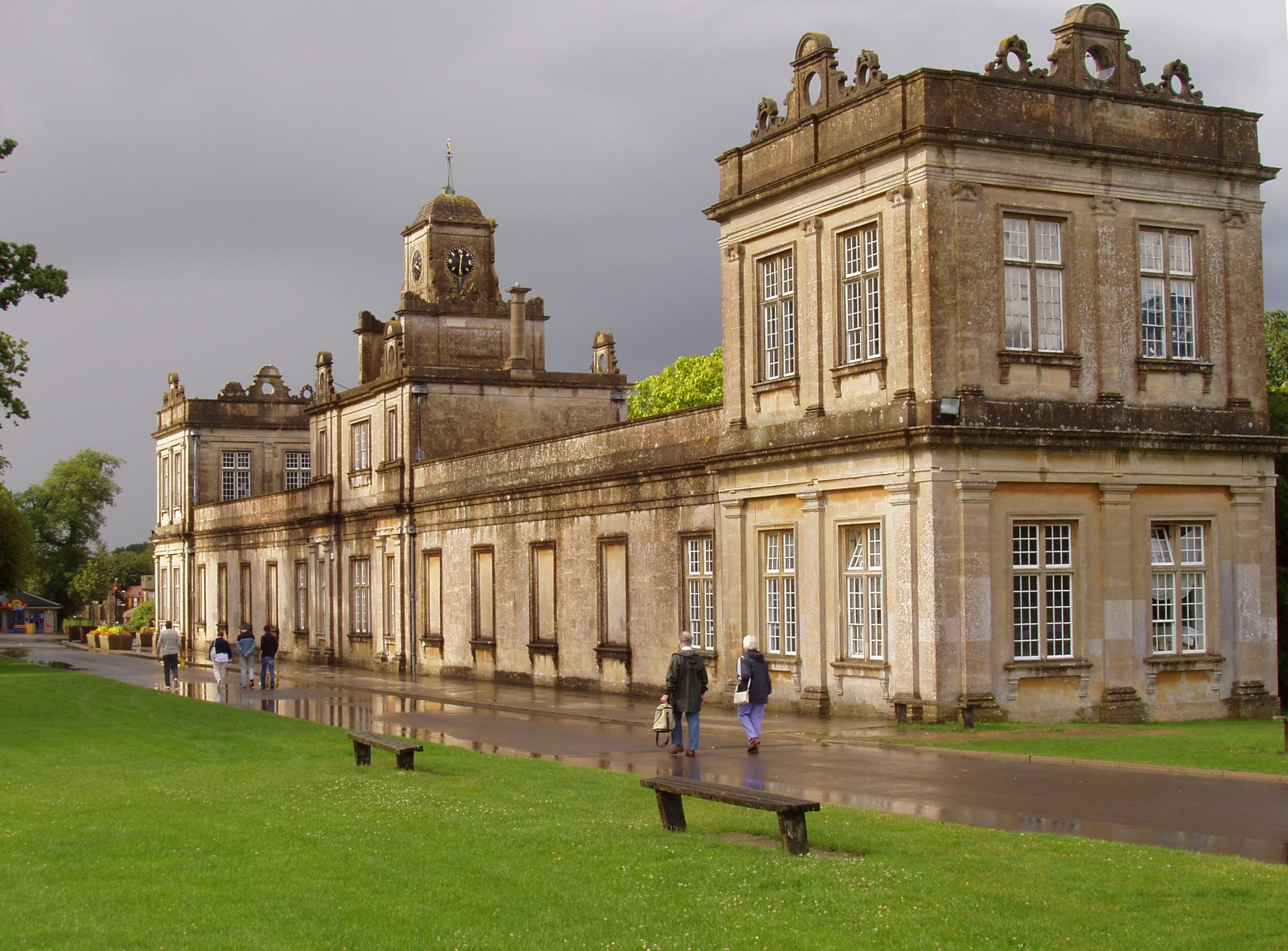
Étables à Longleat dans le Wiltshire (1806–1813)
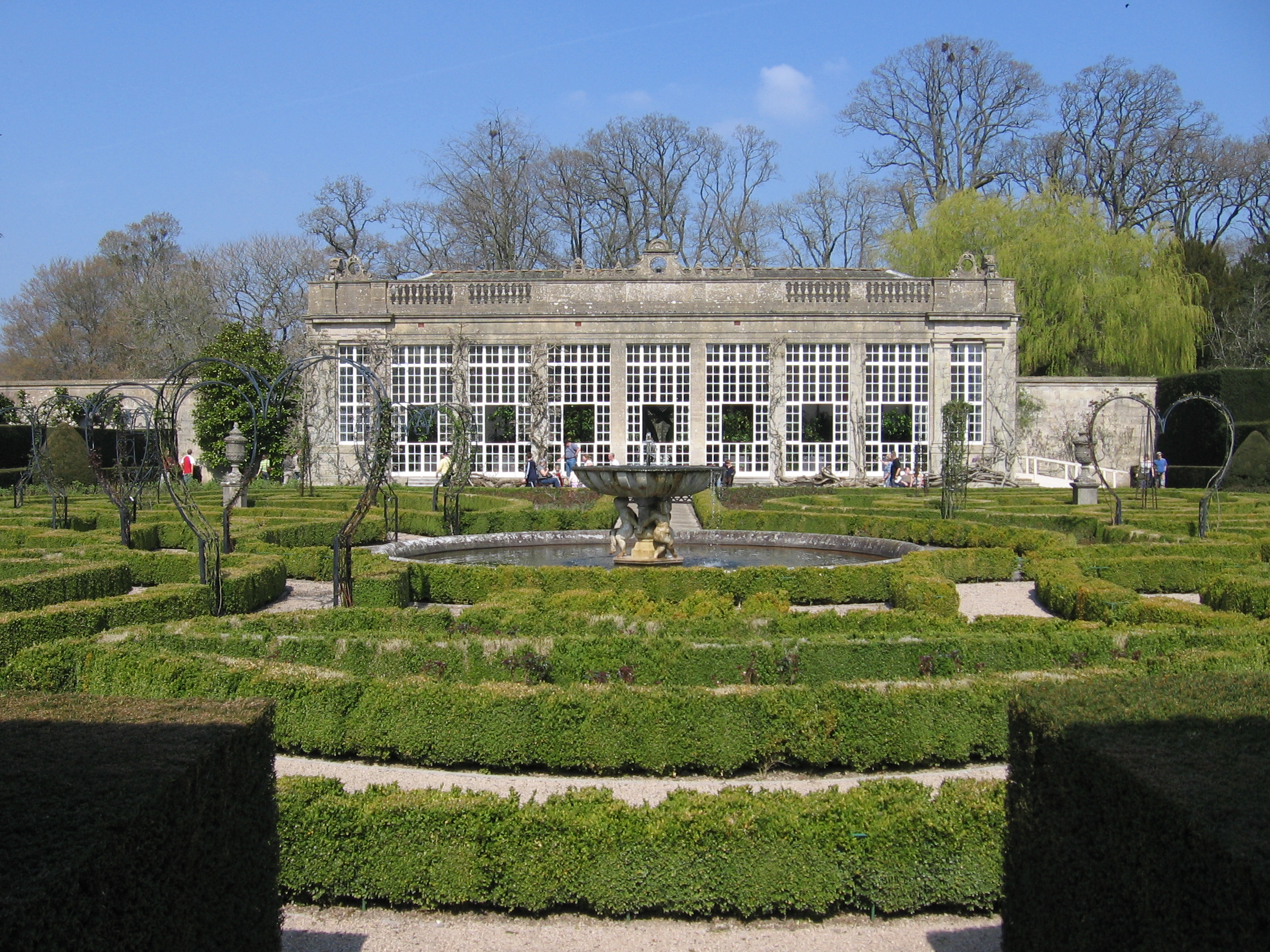
L'orangerie de Longleat dans le Wiltshire (1806–1813)
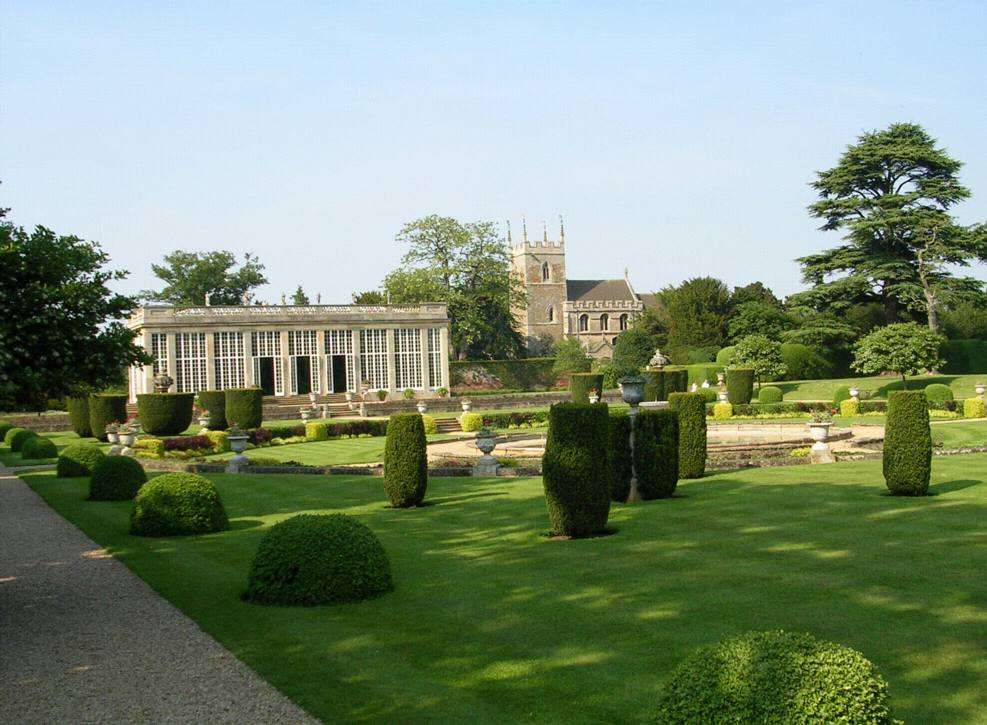
L'orangerie de Belton House dans le Lincolnshire (vers1810)
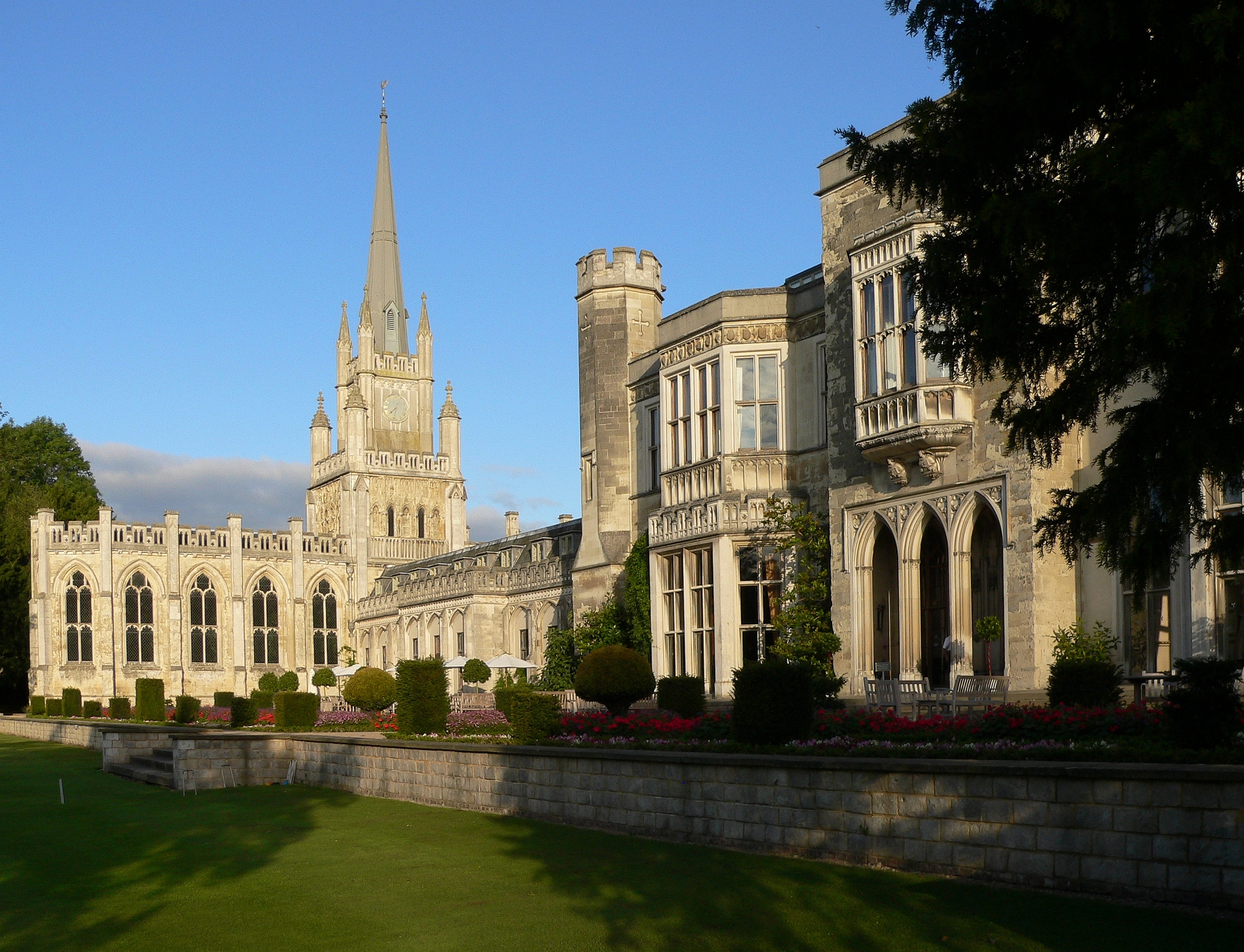
Finition d'Ashridge House après la mort de son oncle James Wyatt (1814-1817)
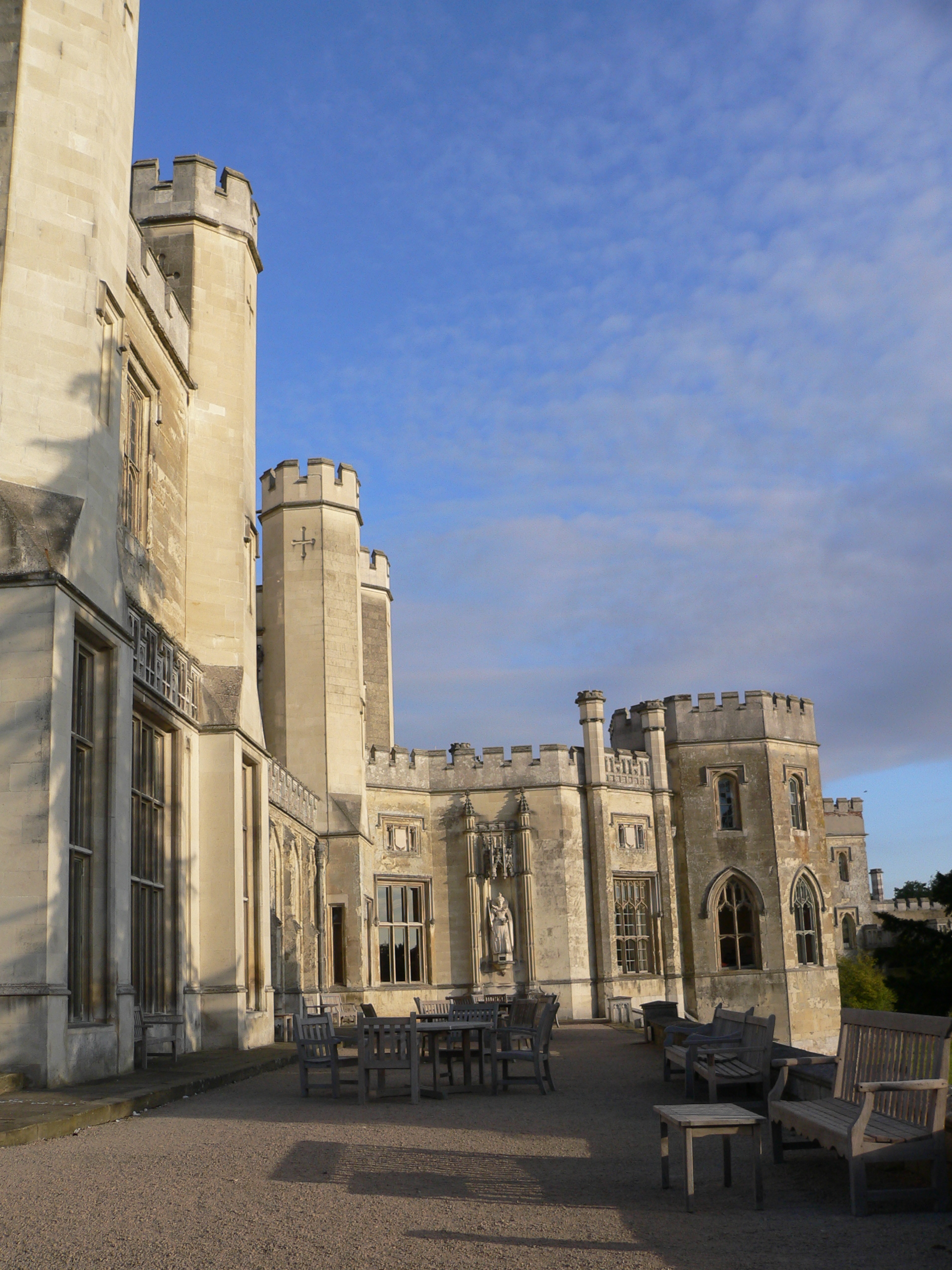
Ashridge House dans le Hertfordshire
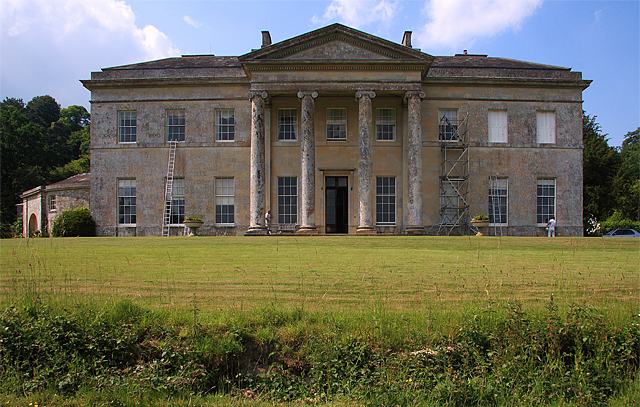
Phillips House à Dinton dans le Wiltshire (1814–1817)
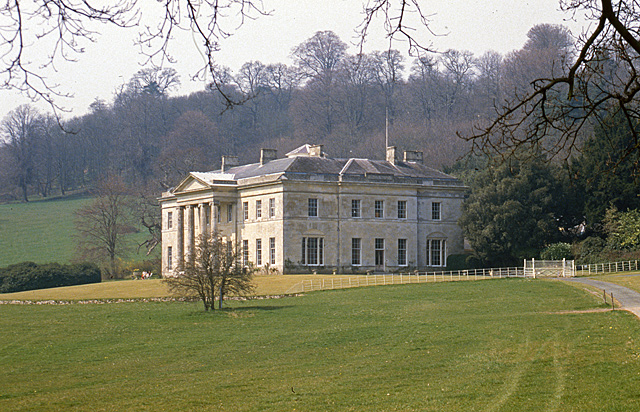
Phillips House à Dinton dans le Wiltshire (1814–1817)
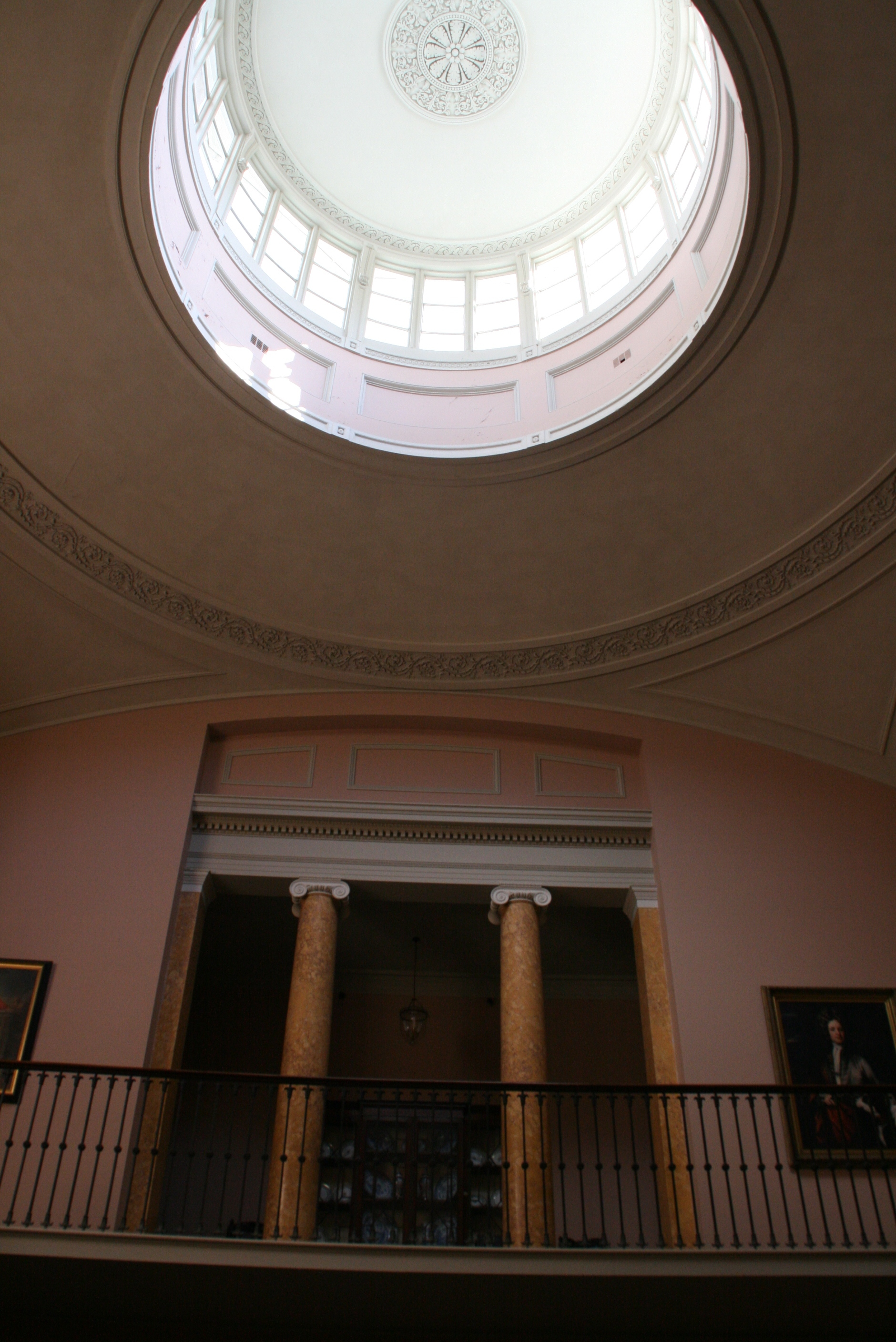
Grand hall à Phillips House (1814–1817)
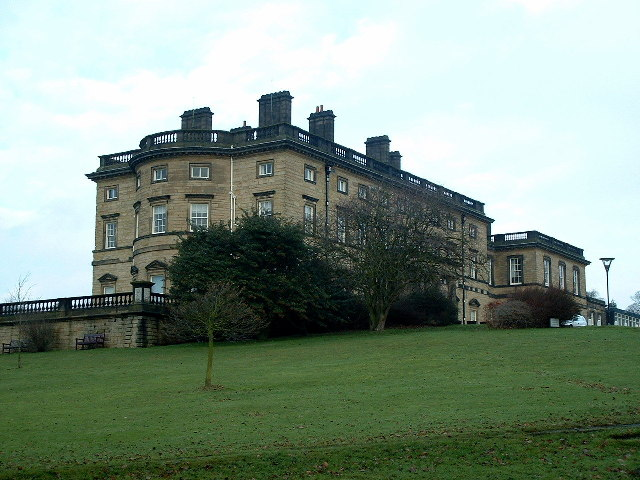
Rénovation de Bretton Hall dans le Yorkshire (1815)
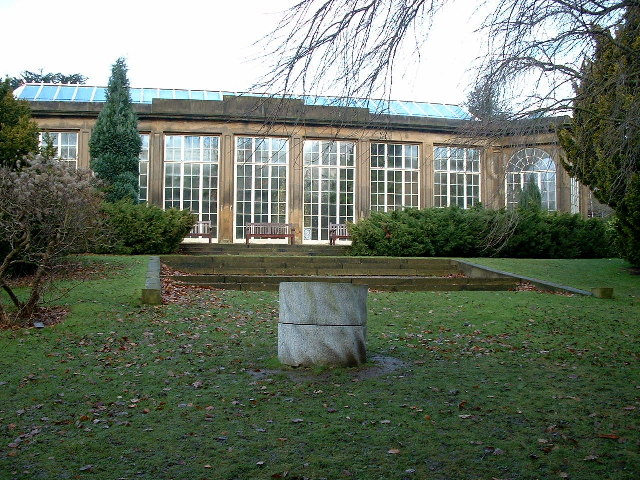
Serre à Bretton Hall dans le Yorkshire (vers 1815)
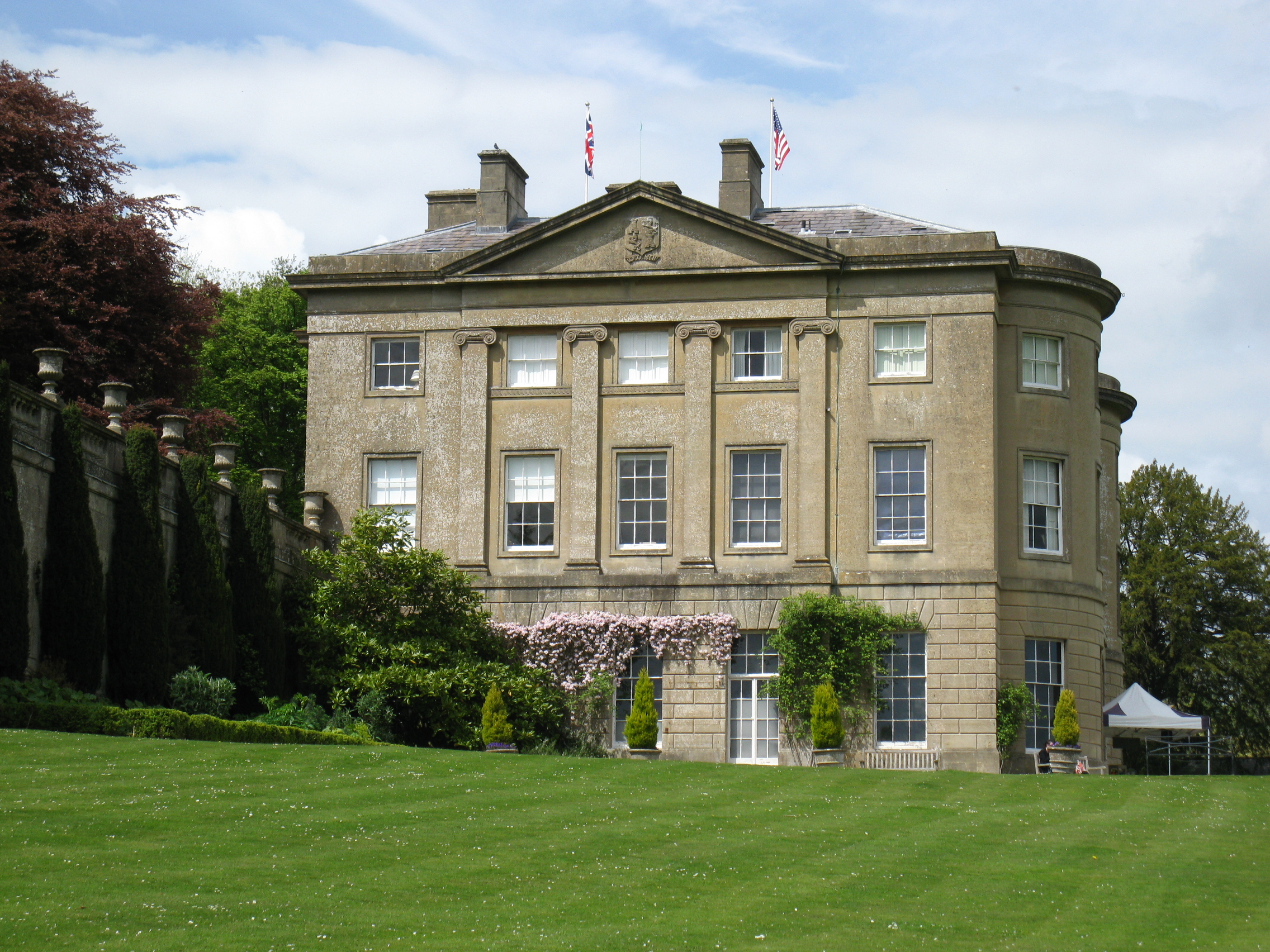
Manoir de Claverton dans le Somerset (1820)
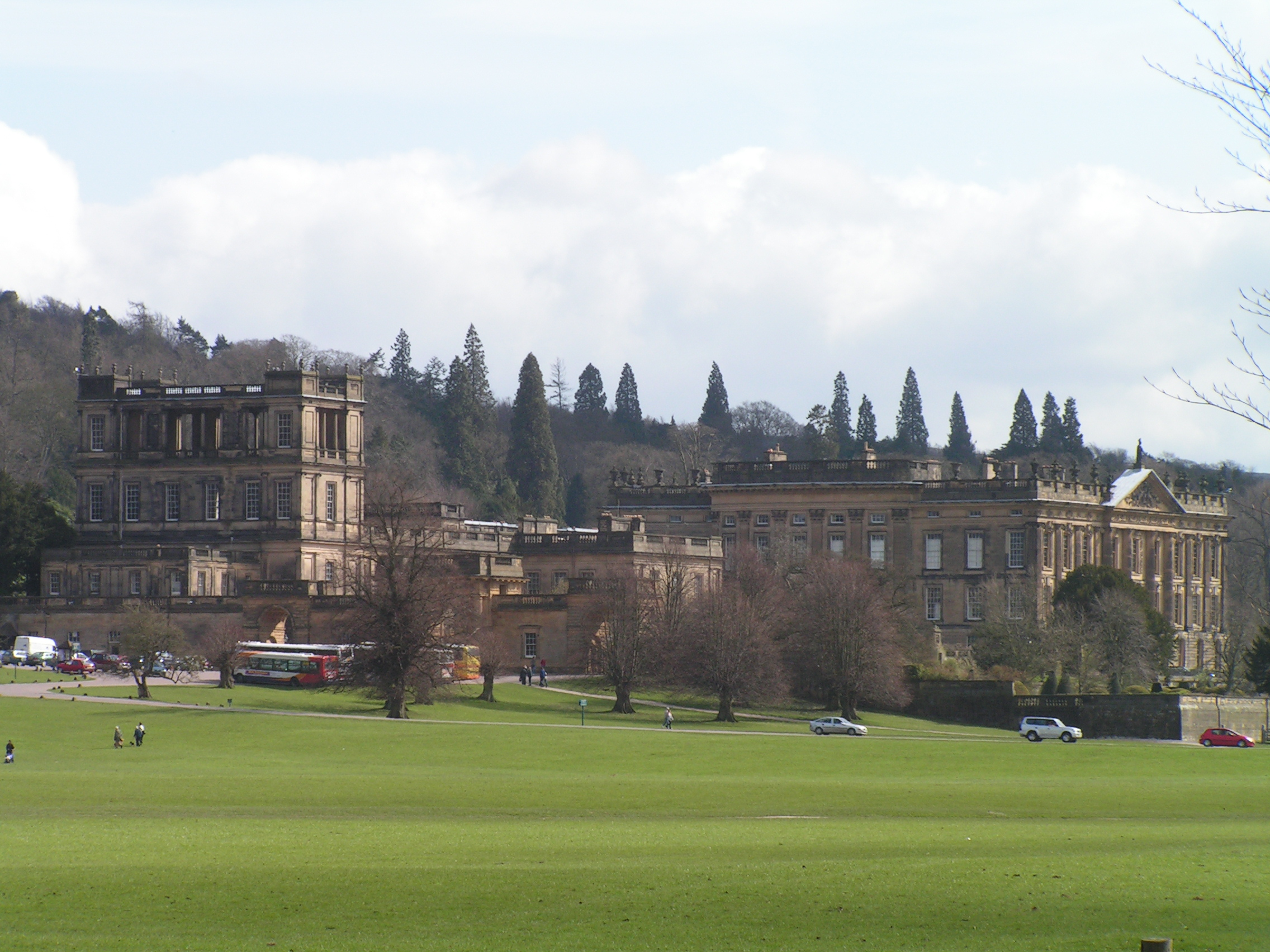
Aile nord de Chatsworth House dans le Derbyshire (1820–1841)
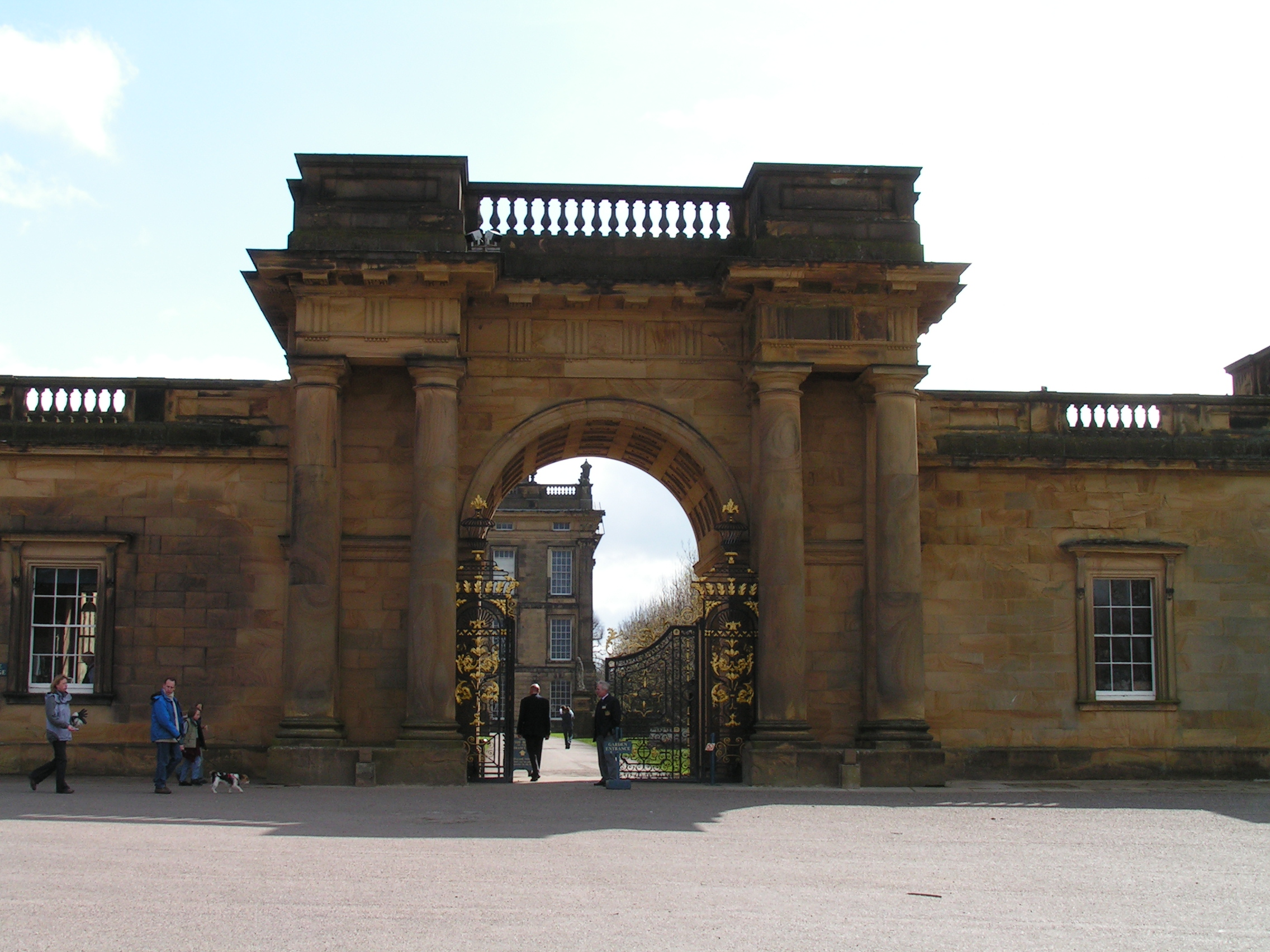
Arche de Chatsworth House dans le Derbyshire (1820–1841)
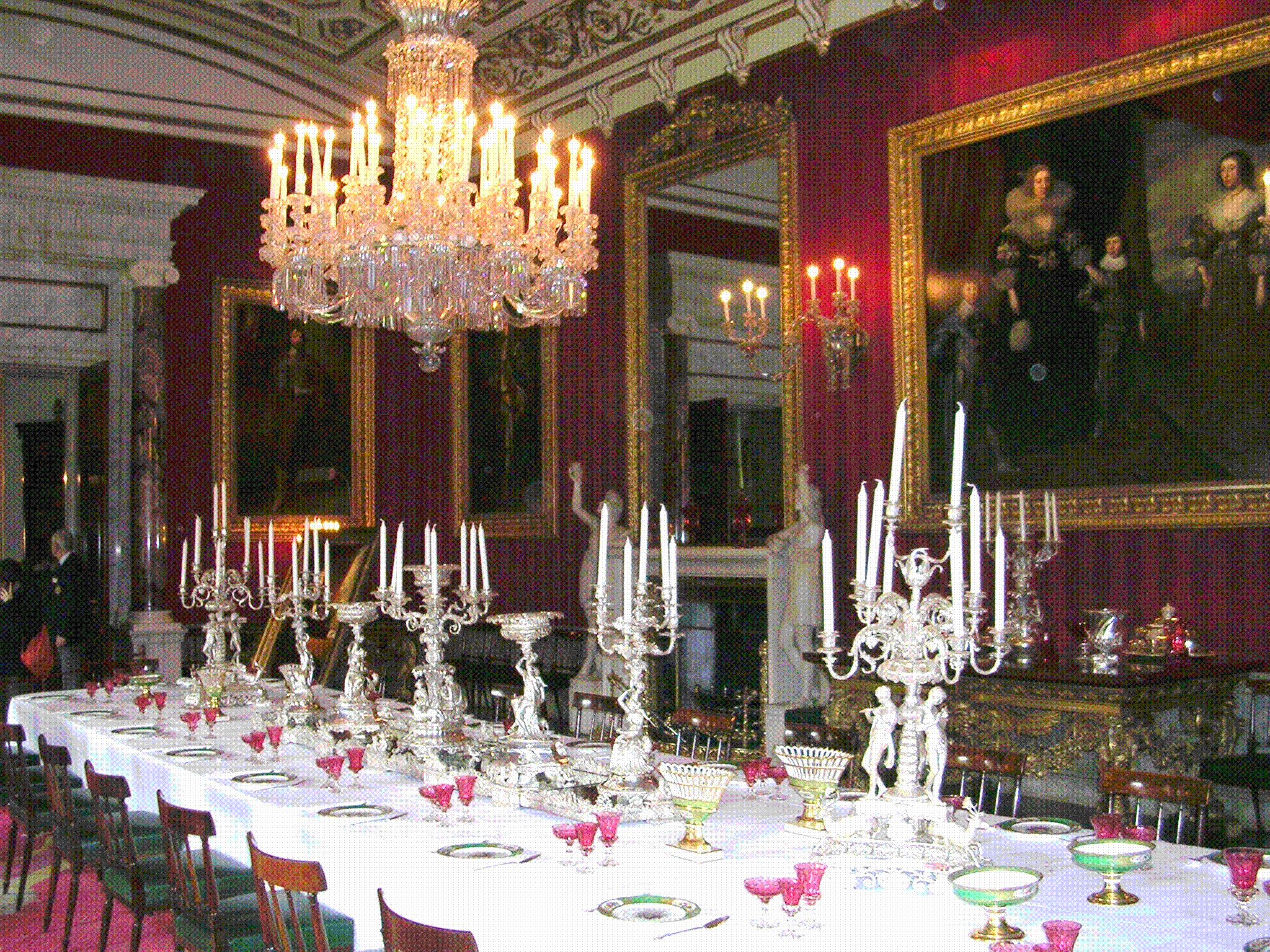
Salle à manger à Chatsworth House dans le Derbyshire (1820–1841)
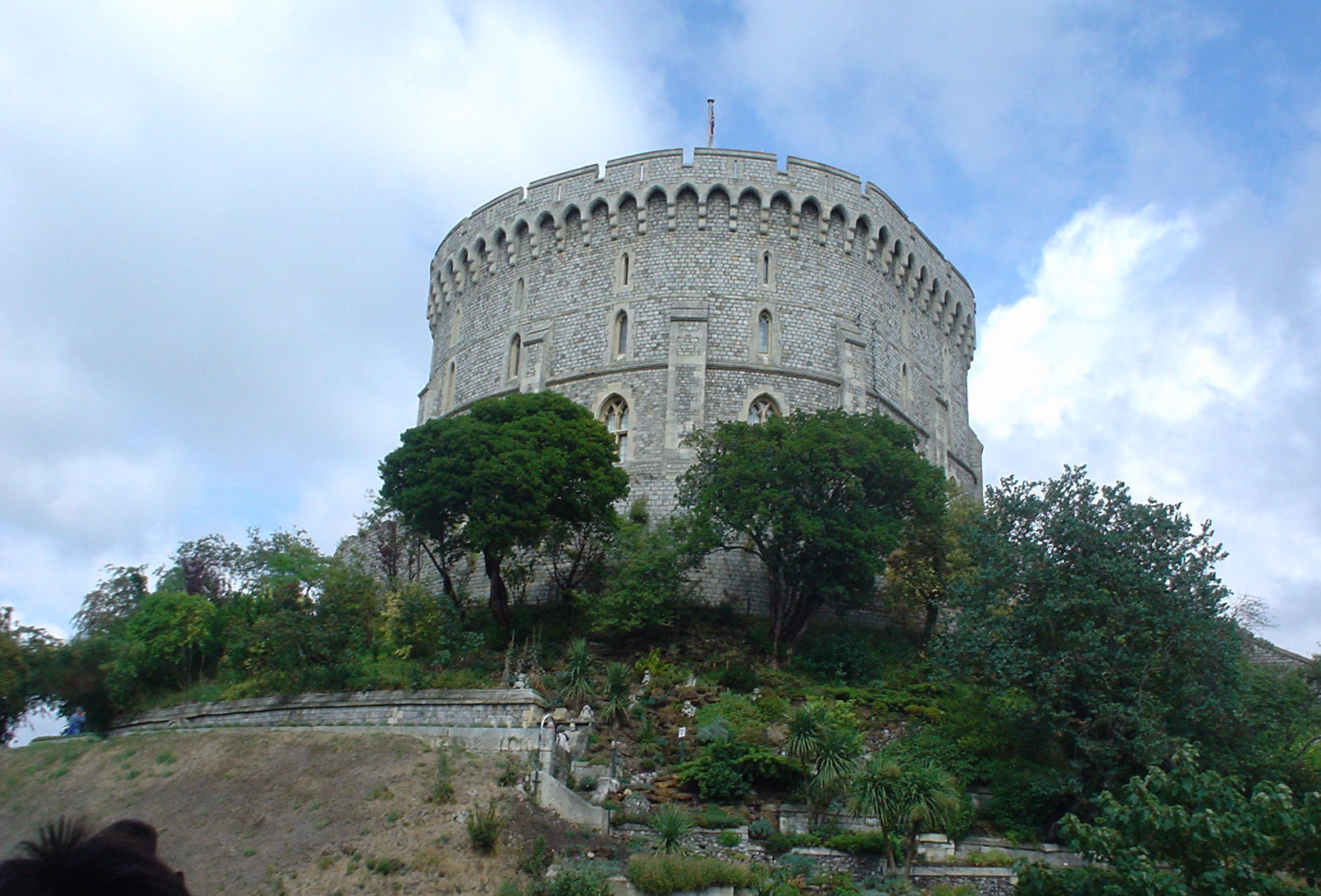
Tour Ronde du château de Windsor dans Berkshire. Wyatville a doublé sa hauteur (1824-1840)
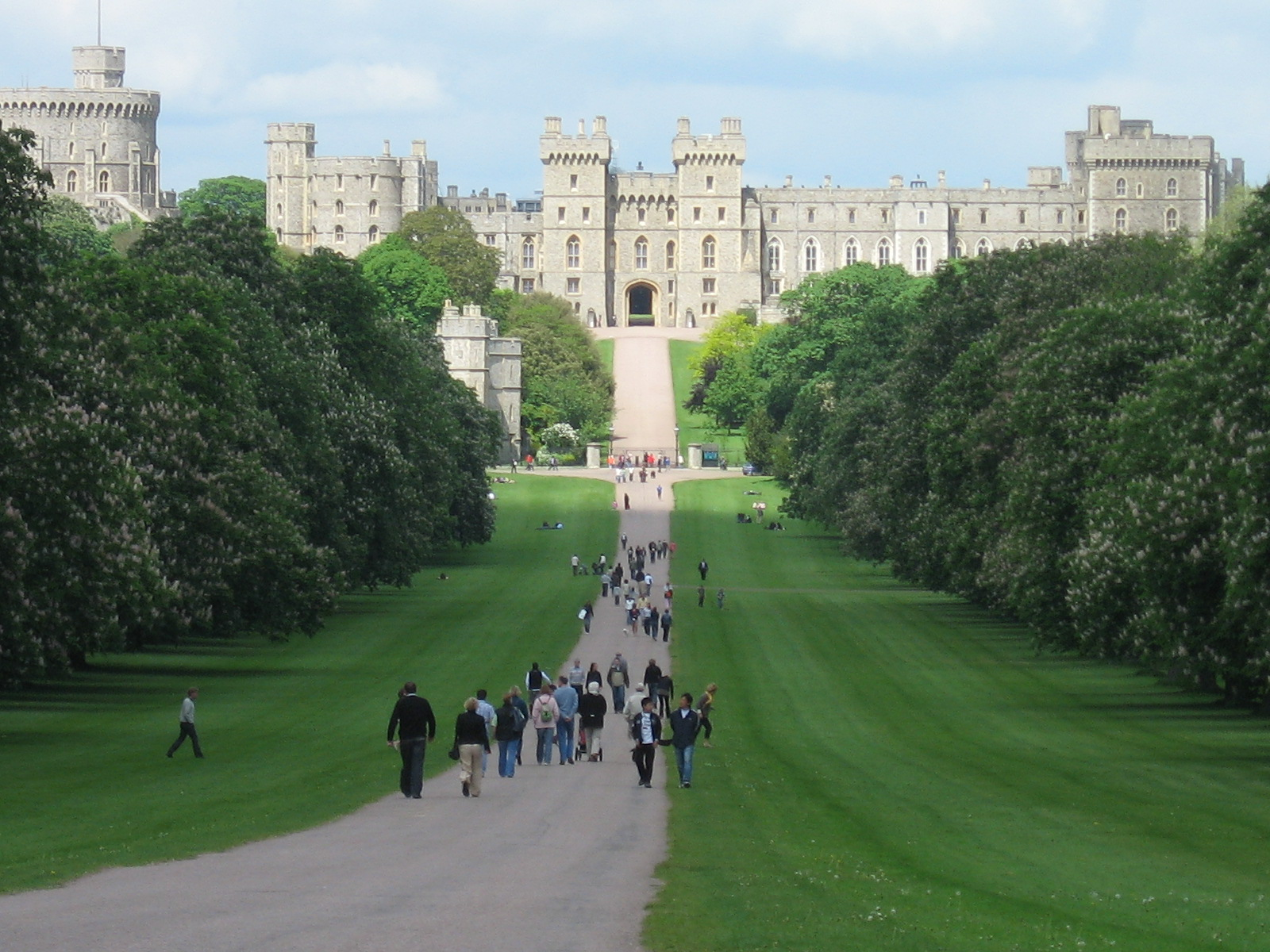
Façade sud du château de Windsor comprenant la porte du roi George IV reconstruit par Wyatville (1824-1840)
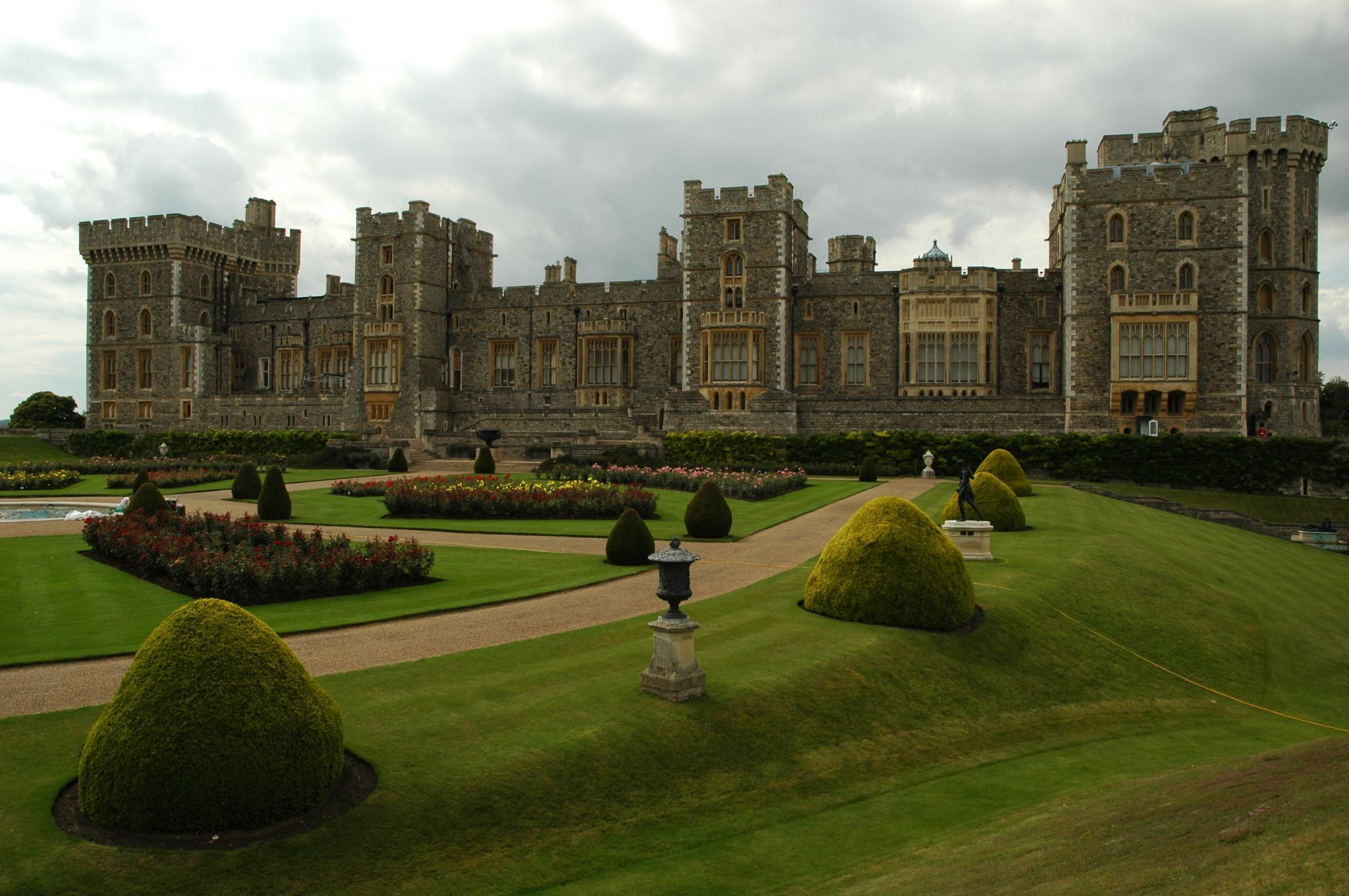
Façade est du château de Windsor, Berkshire reconstruit par Wyatville (1824-1840)
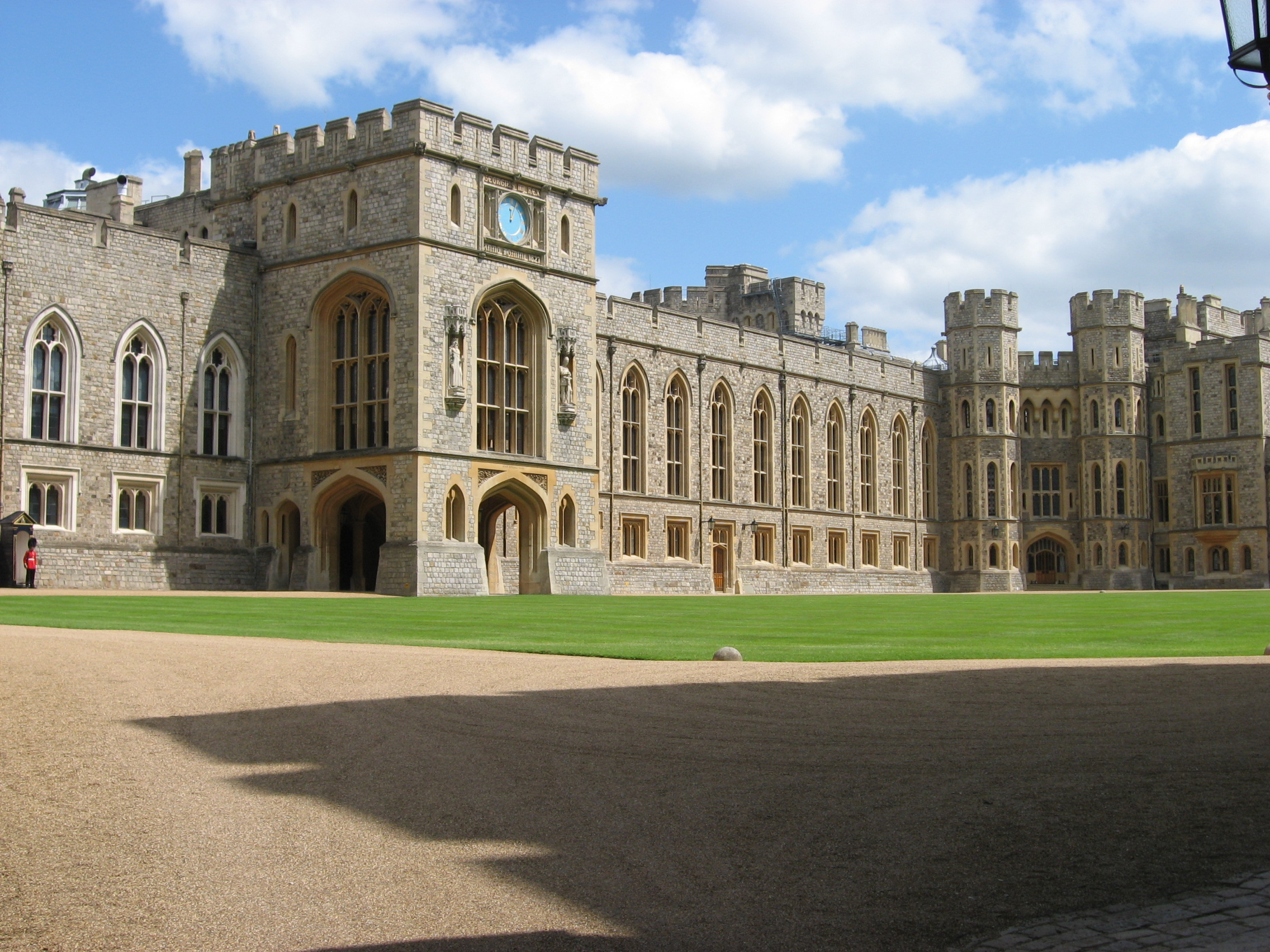
Pavillon supérieur du château de Windsor dans le Berkshire reconstruit par Wyatville (1824-1840)
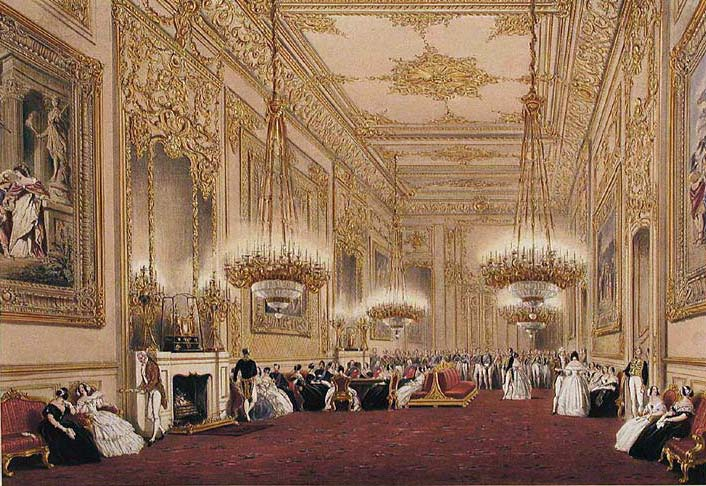
Salle de réception du château de Windsor reconstruit par Wyatville (1824-1840)
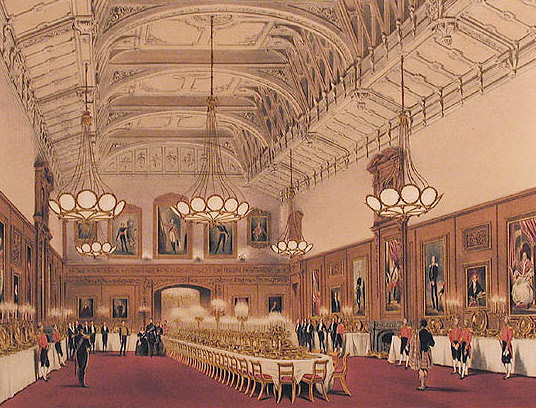
Salle Waterloo au château de Windsor, créée par Wyatville (1824-1840)
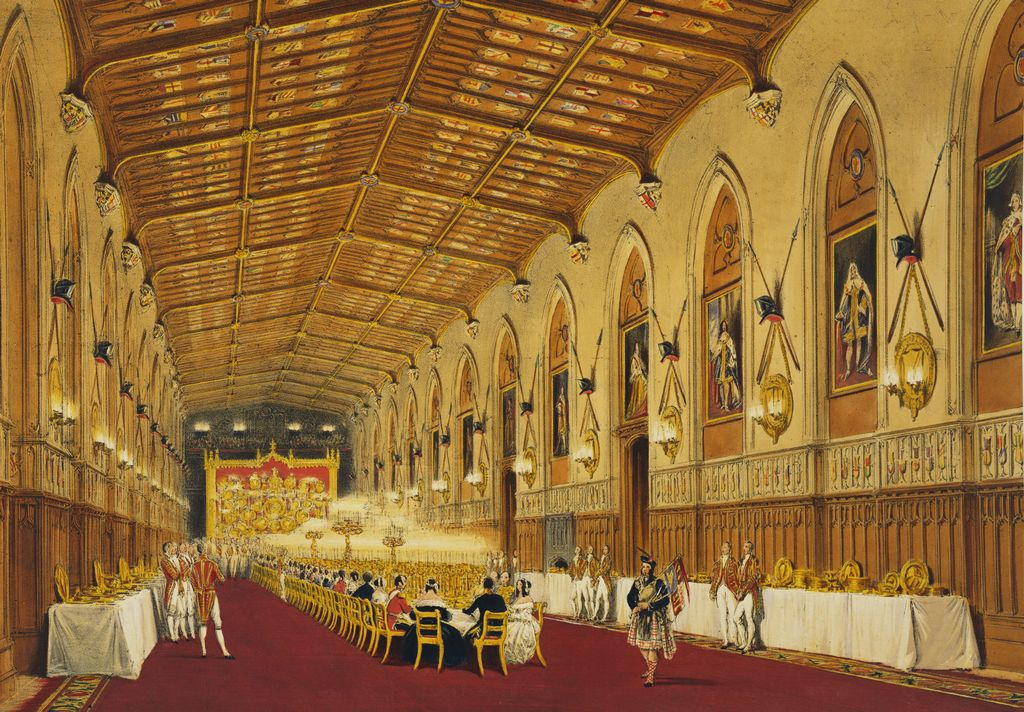
Salle de réception St. George au château de Windsor, créée par Wyatville (1824-1840) (endommagée par un incendie en 1992)
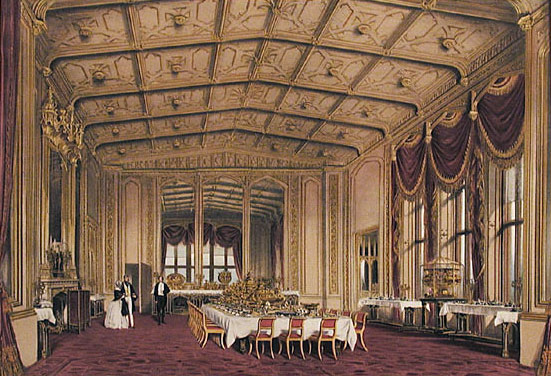
Salle à manger au château de Windsor créée par Wyatville (1824-1840)
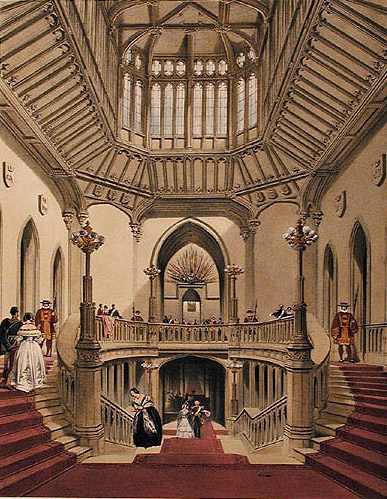
Grand escalier au château de Windsor, créé par Wyatville (1824-1840) reconstruit plus tard par Anthony Salvin
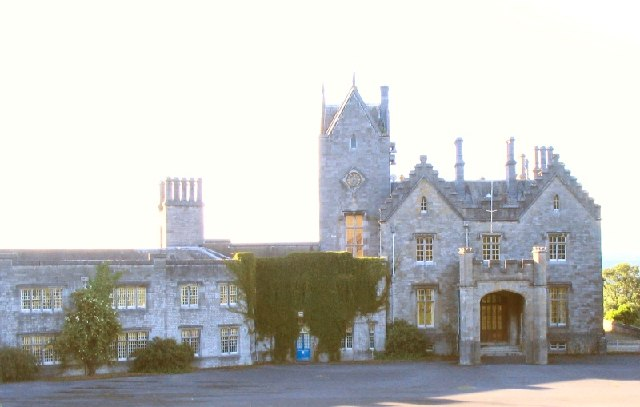
Golden Grove (1826–1831)
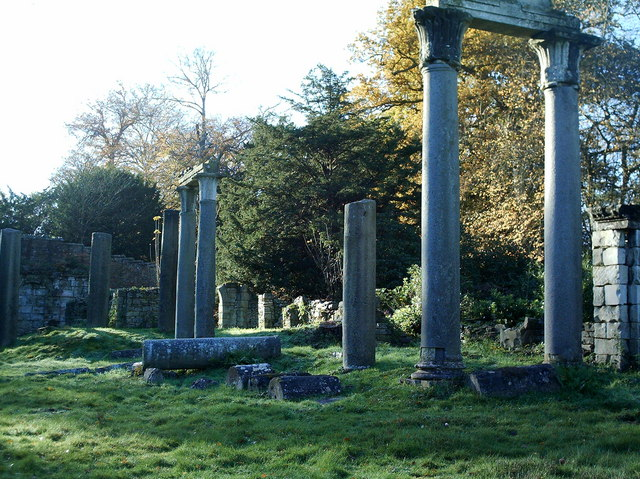
Ruines à Virginia Water (1826)
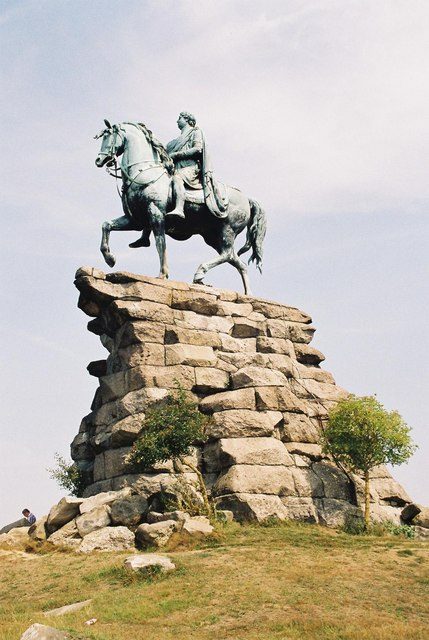
Socle de la statue du roi George III dans le Windsor Great Park (1829)
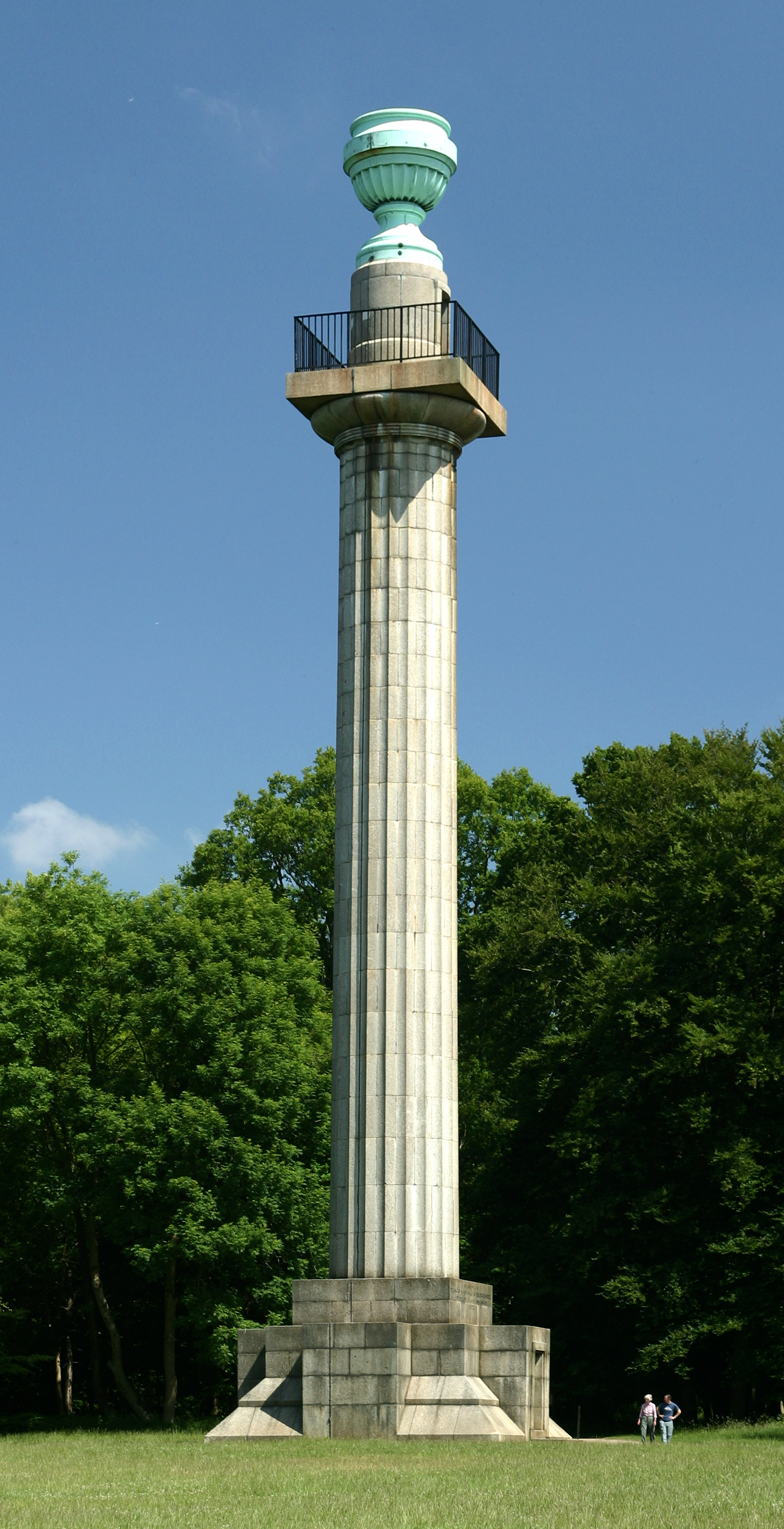
Bridgewater, Ashridge dans le Hertfordshire (1831–1832)
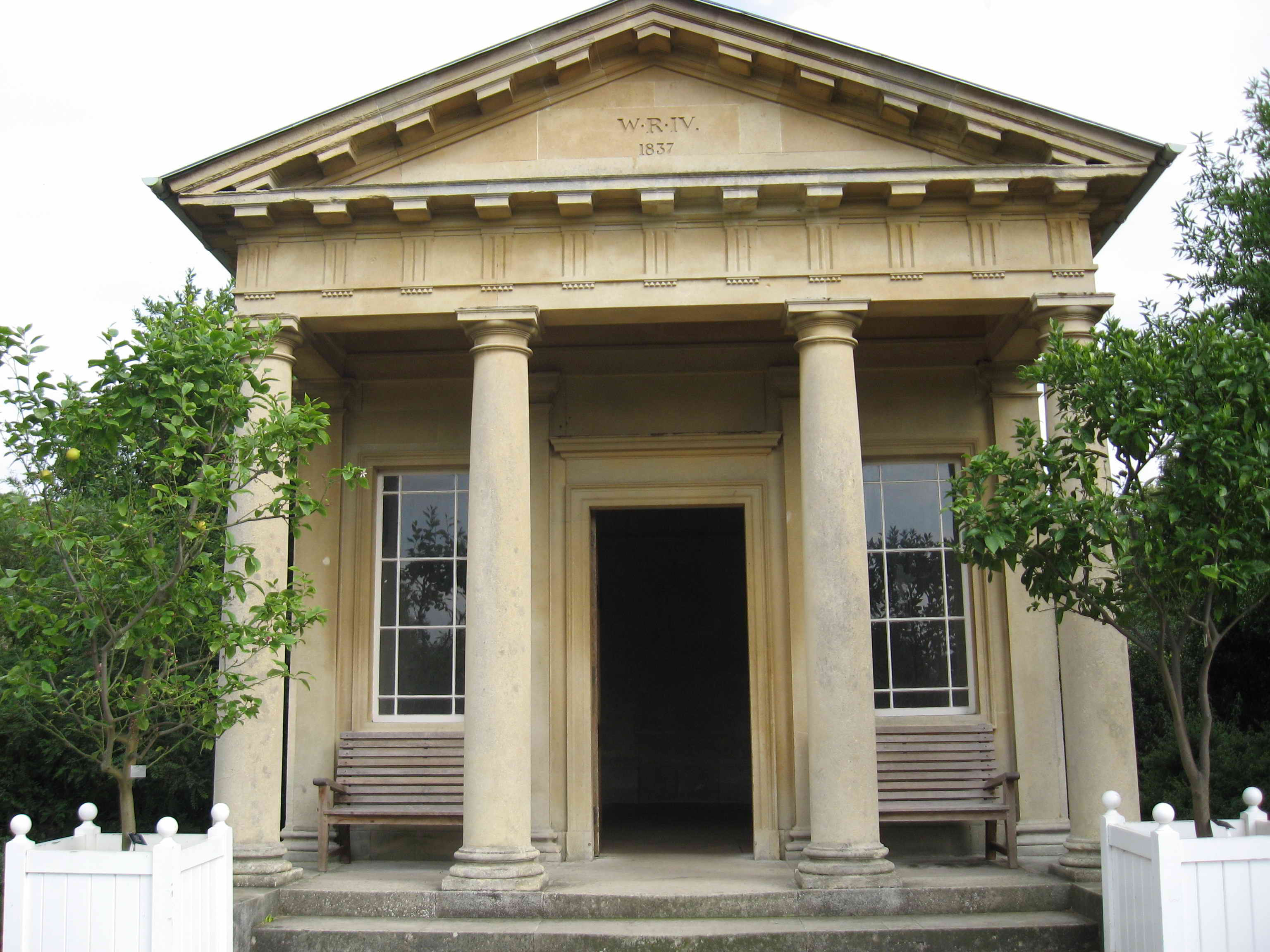
Temple du roi William IV à Kew Gardens à Londres (1837)